# Zaharodnaja
Zaharodnaja (biał. Загародная; ros. Загородная, Zagorodnaja; hist. pol. Złomyśle; biał. Зламы́шле, Złamyszle) – wieś na Białorusi, w obwodzie brzeskim, w rejonie kamienieckim, w sielsowiecie Wołczyn, nad Pulwą.

## Historia
W dwudziestoleciu międzywojennym leżały w Polsce, w województwie poleskim, w powiecie brzeskim, w gminie Wołczyn.
Po II wojnie światowej w granicach Związku Sowieckiego. Od 1991 w niepodległej Białorusi.